# Sebastião José Pereira
Sebastião José Pereira (São Paulo, 18 de outubro de 1834 — São Paulo, 11 de março  de 1881) foi um advogado, magistrado e político brasileiro.

## Vida
Estudou na Academia do Largo de São Francisco. Recebeu o diploma de bacharel em Direito em 1854 e logo foi nomeado juiz municipal de Guaratinguetá. Pouco depois exerceu o mesmo cargo em Alegrete.
Foi presidente da província de São Paulo, nomeado por carta imperial de 8 de maio de 1875, de 8 de junho de 1875 a 18 de janeiro de 1878.